# Pirolle à bec rouge
Urocissa erythroryncha
Espèce
Statut de conservation UICN

 LC  : Préoccupation mineure
La Pirolle à bec rouge (Urocissa erythroryncha, anciennement Urocissa erythrorhyncha) est une espèce de corvidé asiatique connue pour la longueur de ses rectrices.

## Description

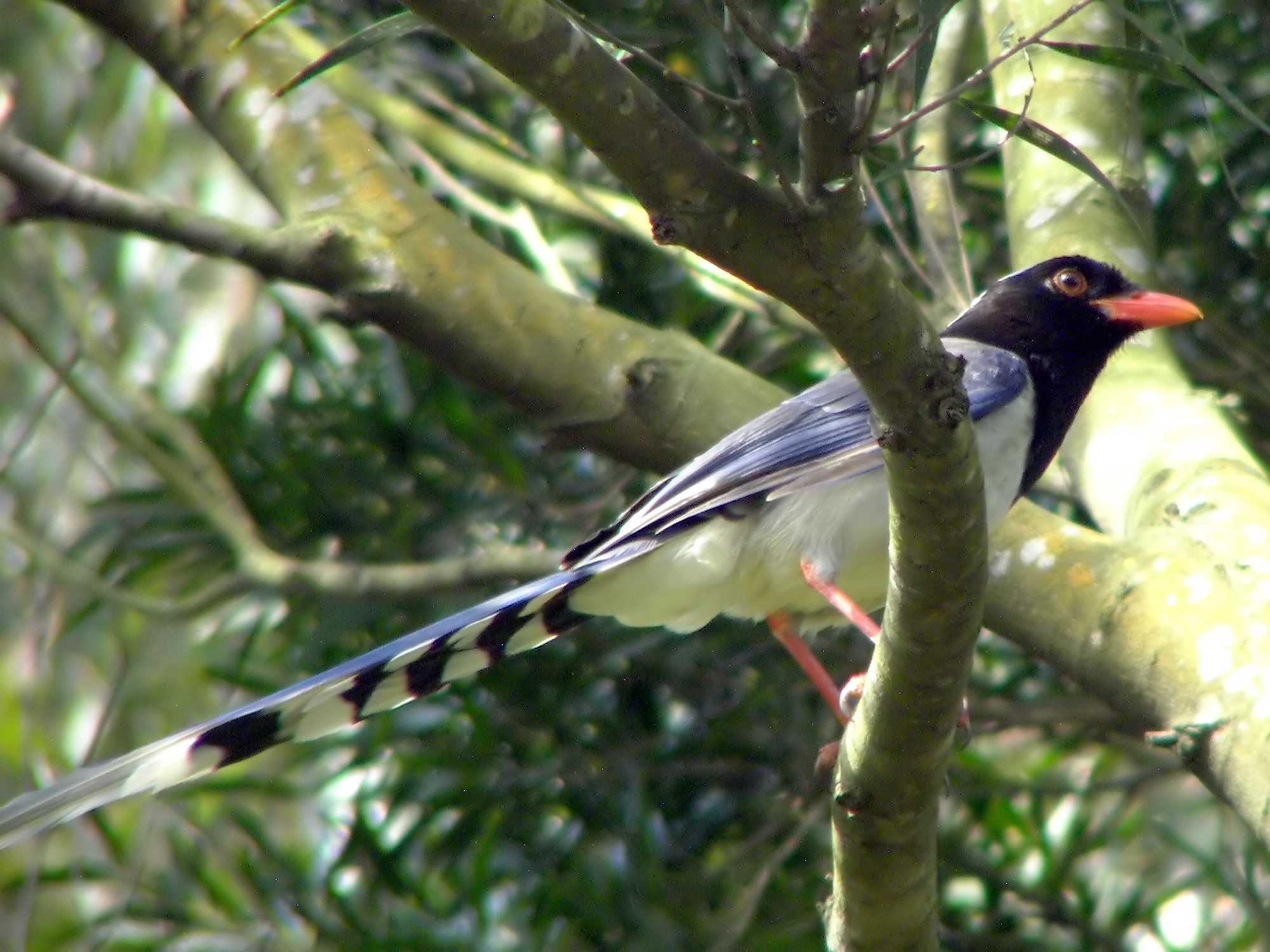

Elle a à peu près la même taille que la pie européenne, mesurant jusqu'à 67 cm de long, mais a une queue beaucoup plus longue.
La tête, le cou et la poitrine sont noirs avec une tache bleuâtre sur la couronne. Les épaules et la croupe sont d'un bleu plus terne et le ventre est crème grisâtre. La longue queue est d'un bleu lumineux (comme le sont les ailes) avec une large pointe blanche. Le bec, les pattes et le tour de l'œil est d'un bel orange-rouge. Ce rouge peut aller au jaune chez certains oiseaux.

## Distribution et habitat
Elle vit en larges bandes dans l'Himalaya occidental, dans l'est de la Chine et du Vietnam.
Elle habite les forêts et broussailles principalement dans des collines ou les zones de montagne.

## Mode de vie
Elle reste aussi bien dans les arbres que sur le sol.

### Alimentation
Elle consomme une grande variété de produits alimentaires, tels qu'invertébrés, autres petits animaux ; fruits et graines. Elle détruit les œufs et les poussins dans les nids et becquette les carcasses.

## Reproduction
elle niche dans les arbres et les grands arbustes dans un nid relativement discret. Il y a habituellement trois à cinq œufs par couvée.

## Chant
Le mimétisme vocal est très net chez cette espèce et ses appels sont très variés, mais les plus habituels sont un cliquetis et sifflement rappelant un peu comme une flûte.